# San Quirico d’Orcia
San Quirico d’Orcia ist eine Gemeinde mit 2587 Einwohnern (Stand 31. Dezember 2023) in der Toskana in der Provinz Siena. Der Ort ist bekannt für seine ungewöhnlichen Portalanlagen.

## Geografie

Lage von San Quirico d’Orcia in der Provinz Siena

Der Ort erstreckt sich über 42 km². Der Ort liegt im Val d’Orcia etwa 35 km südöstlich der Provinzhauptstadt Siena und ca. 80 km südöstlich der Regionalhauptstadt Florenz. Durch das Ortsgebiet fließen die Flüsse Asso, Orcia und Tuoma (9 von 11 km im Gemeindegebiet). Der Ort gehört zum Erzbistum Siena-Colle di Val d’Elsa-Montalcino.
Zu seinen Ortsteilen zählen Bagno Vignoni und Vignoni (auch Castello di Vignoni oder Vignoni Alto).
Die Nachbargemeinden sind Castiglione d’Orcia, Montalcino und Pienza.

## Geschichte
Bewohnt wurde der Ort schon von den Etruskern. Erstmals erwähnt wurde der Ort als San Quirico in Osenna im 8. Jahrhundert. Weitere Erwähnung findet der Ort bei Sigerich der Ernste 994, als er den Ort in seiner Beschreibung der Via Francigena als Sce Quiric verzeichnet. Im 13. Jahrhundert geriet die Stadt in den Besitz von Siena, von deren Statthaltern wurden bis ins 15. Jahrhundert die Stadtmauern erweitert und verstärkt. Nach der Niederlage der Republik Siena gelangte der Ort 1559 unter die Herrschaft der Medici. Großherzog Cosimo III. de’ Medici gab den Ort 1677 schließlich als Lehen an den damaligen Kardinal Flavio Chigi. Nach dessen Tod wurde der Ort von Buonaventura Chigi Zondadari regiert, später von Flavio Giuseppe Chigi Zondadari.

## Sehenswürdigkeiten

### Collegiata-Kirche

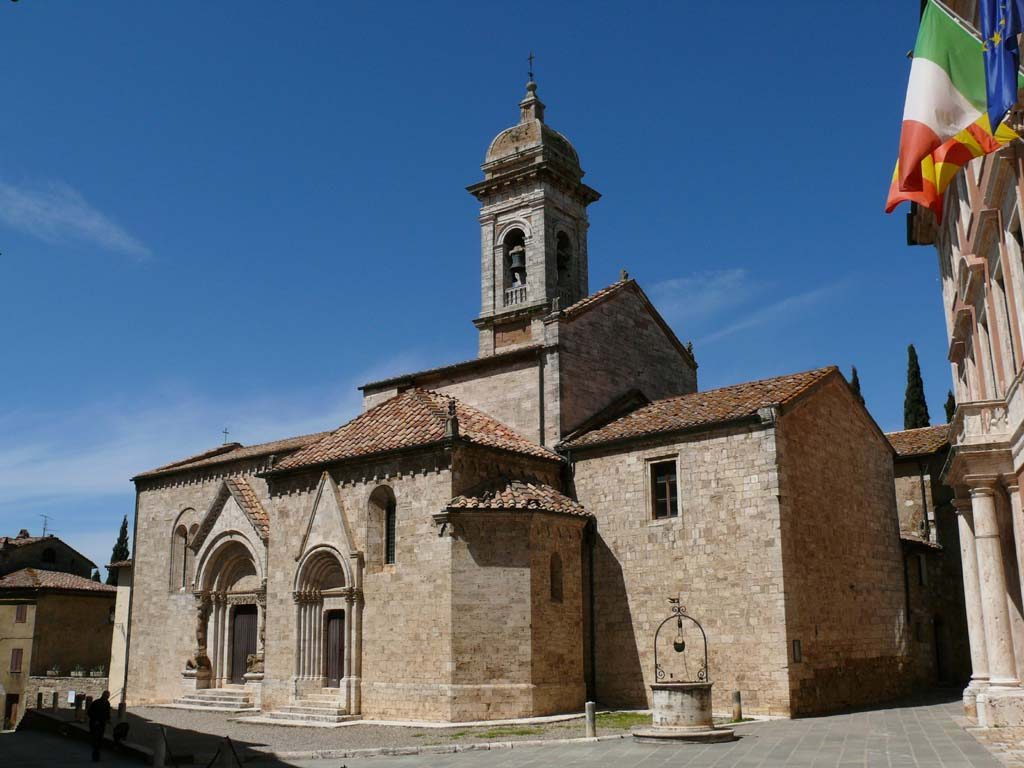
Collegiata-Kirche von San Quirico d’Orcia

Die Collegiata-Kirche stammt aus dem 12. Jahrhundert. Beachtenswert ist das große Seitenportal aus der Werkstatt Giovanni Pisanos des ausgehenden 13., beginnenden 14. Jahrhundert: auf Löwen stehende Atlanten tragen eine kurze Vorhalle. Hier ist zu spüren, dass Giovanni in den französischen Kronlanden zur Zeit der Hochgotik künstlerisch erzogen wurde und dass er diese Prinzipien offenbar wirkungsvoll an seine Schüler weitervermittelt hat. Eine Ahnung des gotischen Faltenwurfs ist auch hier spürbar. Der ganze Aufbau des Portals ist gotisch.
Das ist auch am typisch gotischen Dekorationsband zu erkennen, das sich an den französischen Kathedralfassaden in der Höhe der Kapitelle der Ecksäulen über die ganze Portalzone zu beiden Seiten hinzieht.
Wesentlich älter ist das Westportal aus dem 12. Jahrhundert, das sichtbar stark restauriert wurde. Die beiden Knotensäulen rechts und links außen haben, wie immer in solchen Fällen, die Funktion, Unheil abzuwehren. Besonders interessant ist der Türsturz, auf dem zwei geflügelte Fabelwesen sich kämpfend gegenüberstehen. Hier wurden Elemente verschiedener Tiere zusammengezogen, und zwar die eines Drachen, einer Schlange, eines Krokodils, die Schuppen eines Fisches und die Flügel eines Vogels. Solche Mischwesen gehören eigentlich nicht in die italienische Kunst. Warum sie sich ausgerechnet hier finden, kann damit zusammenhängen, dass der Ort im Mittelalter an der Via Francigena lag und im 12. Jahrhundert Sitz eines staufischen Vikars gewesen ist.
Ein nicht weit entfernter Ort mit einer ähnlichen nordischen Thematik ist die Abtei Sant’Antimo.
Ein wichtiges Kunstwerk innerhalb der Kirche ist das Gemälde Madonna col Bambino in Trono e quattro Santi von Sano di Pietro, welches sich an der linken Seite vor dem Altar befindet. Weitere wichtige Werke befinden sich in der Kapelle Cappella del Suffragio linksseitig der Fassade. Hier sind zu erwähnen das Fresko Madonna del pomo (Madonna delle Grazie) von Girolamo di Benvenuto (zugeschrieben) und das Gemälde von Rutilio Manetti (Madonna del Rosario che salva una ragazza dall’annegamento).

### Weitere Sehenswürdigkeiten

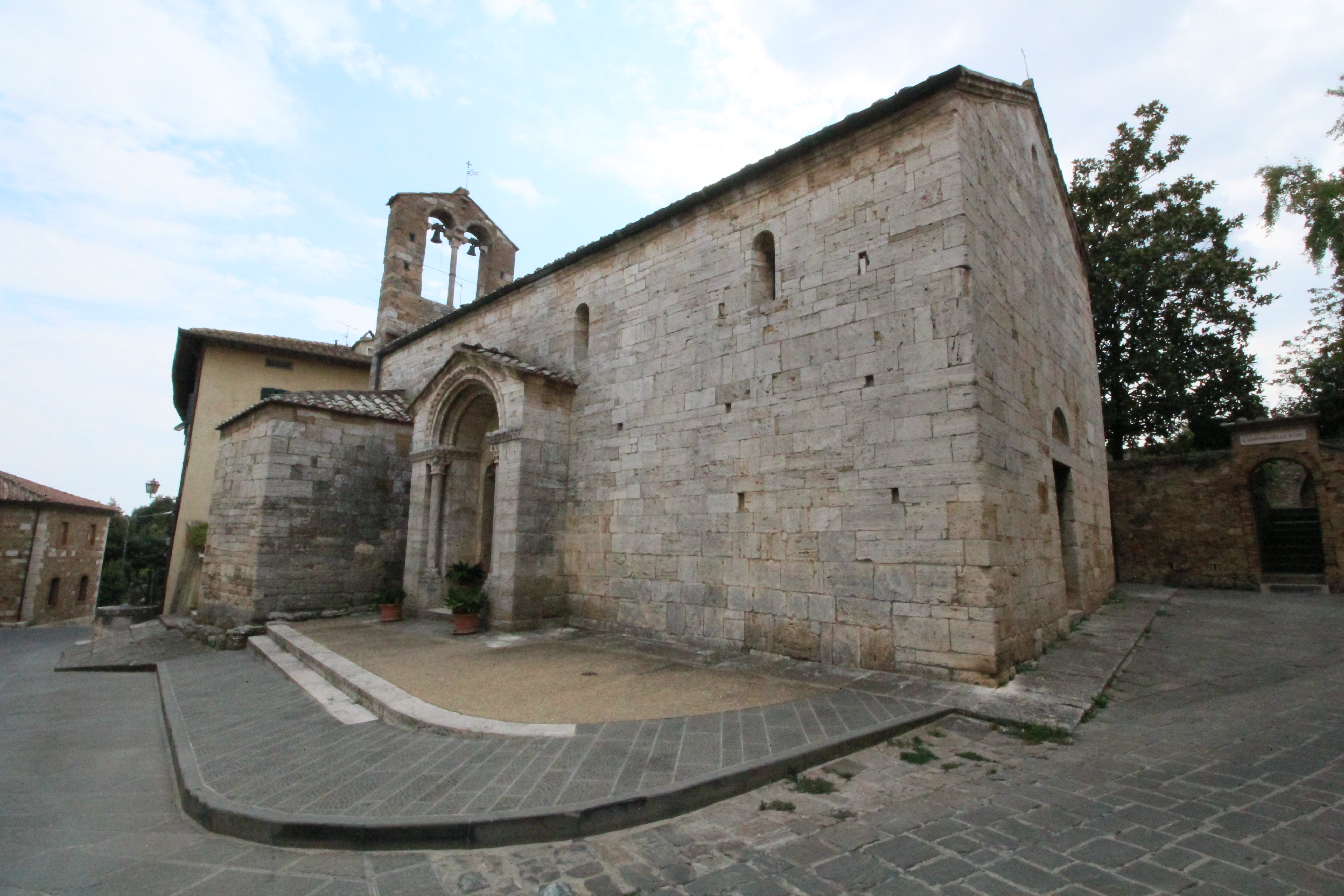
Santa Maria Assunta, Kirche im Ortszentrum

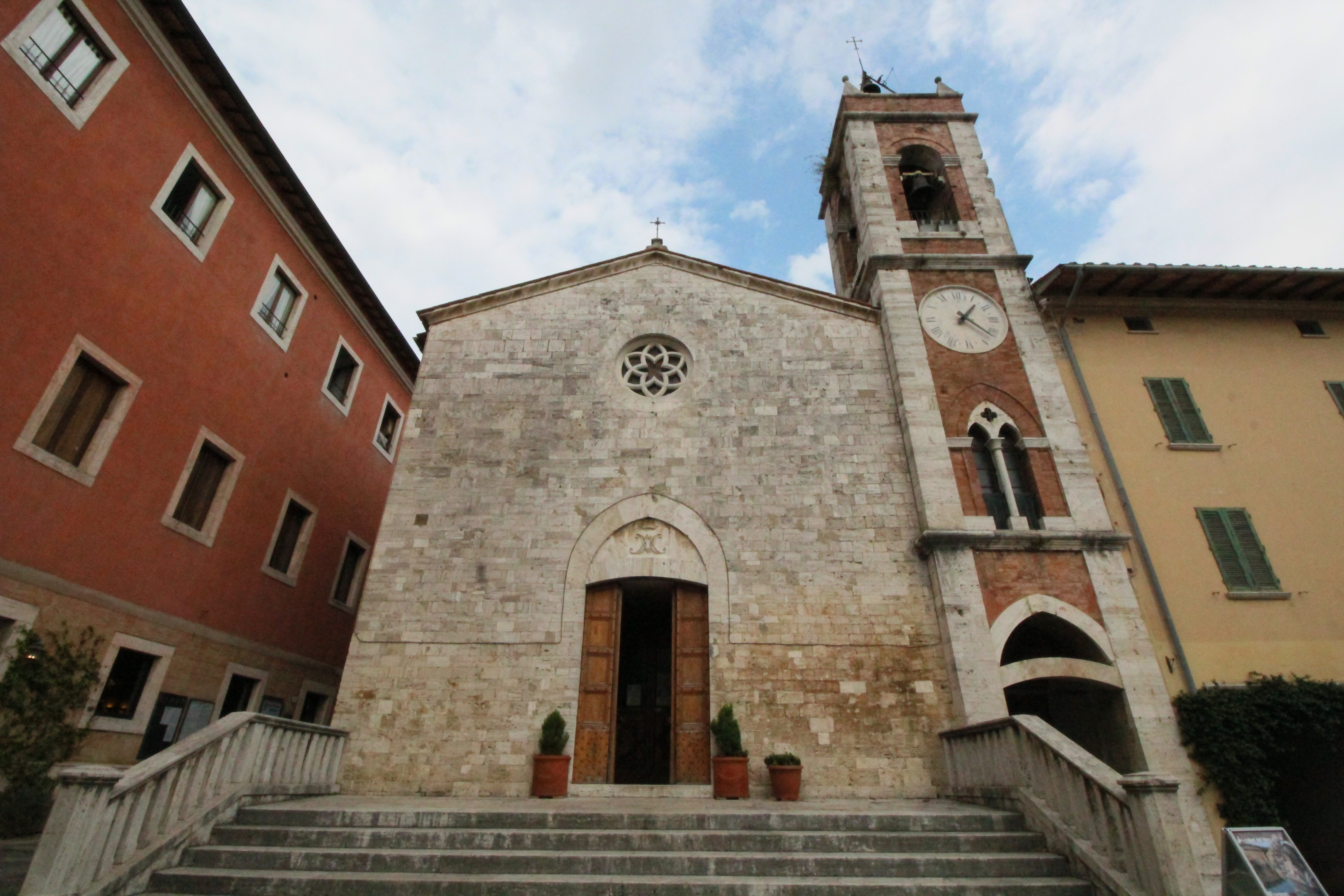
Kirche Chiesa della Madonna di Vitaleta im Ortszentrum

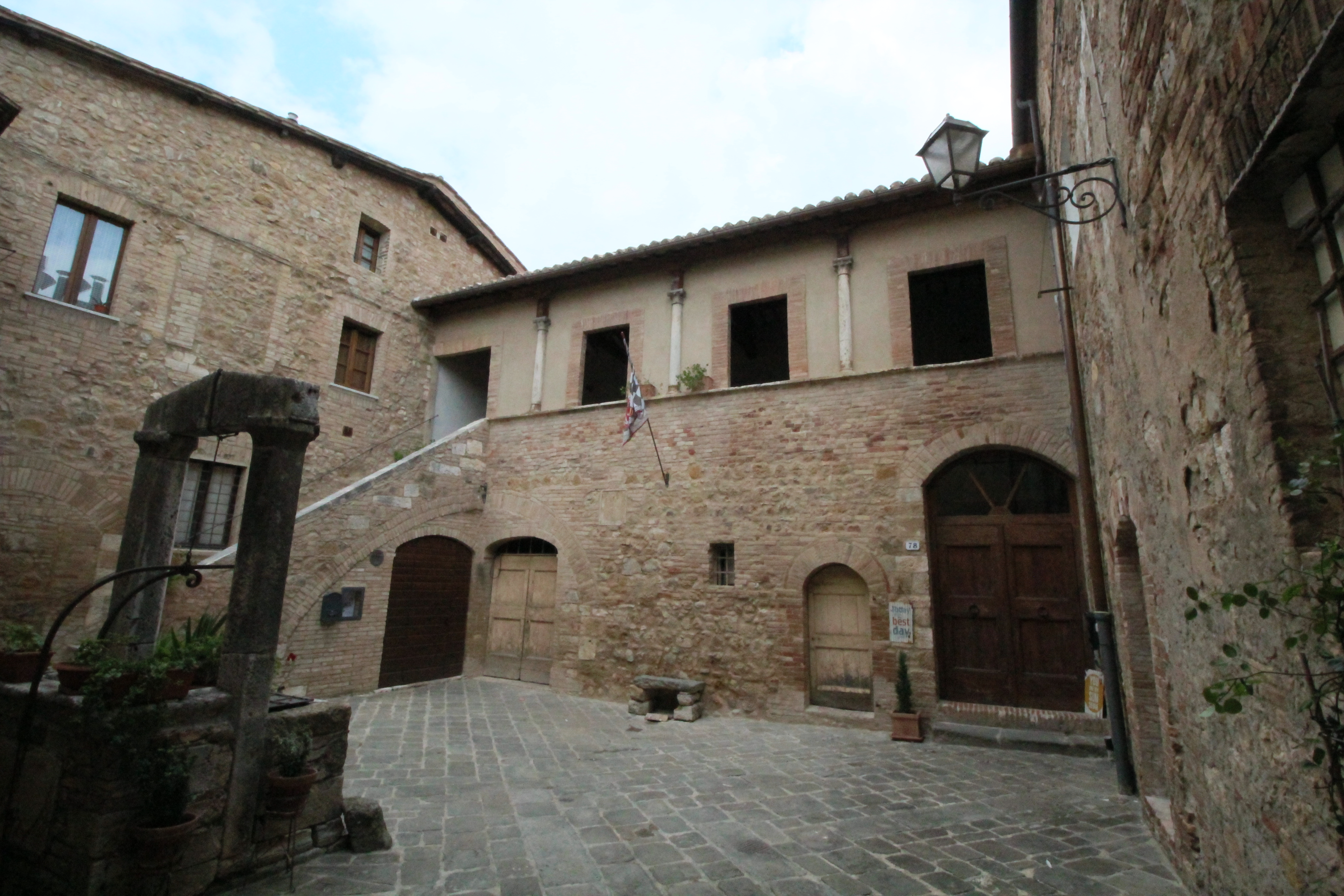
Ospedale della Scala im Ortszentrum

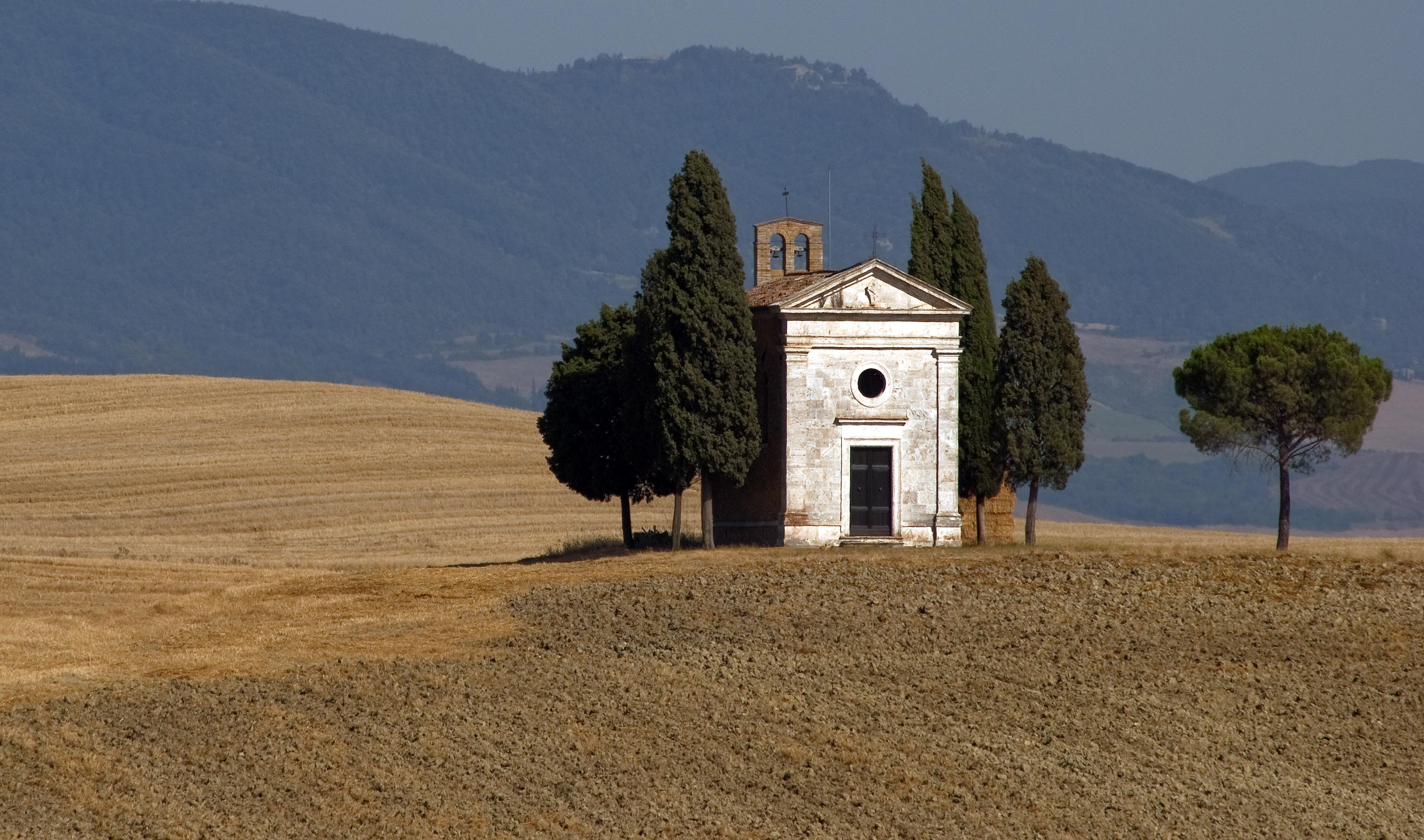
Die Cappella della Madonna di Vitaleta

- Oratorio della Misericordia, an der Collegiata rückseitig anliegendes Gebäude. Enthält am Altar das Gemälde Madonna col Bambino e Santi von Bartolomeo Neroni (Il Riccio genannt).[4]
- Santa Maria Assunta, auch Santa Maria a Hortos genannt, Kirche im Ortskern nahe den Horti Leonini, stammt aus dem 11. Jahrhundert[4]
- Chiesa della Madonna di Vitaleta, im Ortszentrum liegende Kirche von 1867 bis 1870 auf den Resten des alten Klosters von San Francesco entstand. Enthält von Ventura Salimbeni das Gemälde Visitazione und von Francesco di Valdambrino die Holzstatue Vergine Annunciata.[4]
- Cappella della Madonna di Vitaleta, Kapelle an der Straße nach Pienza, erstmals 1590 erwähnt, heute Privatbesitz.[4]
- Ospedale della Scala, Zweigstelle und Grancia von Santa Maria della Scala, entstanden um 1237.[7]
- Palazzo Chigi, auch Palazzo Chigi Zondadari, ab 1679 von Carlo Fontana für Flavio Chigi errichteter Palast nahe der Collegiata.[6] Beherbergt heute das Rathaus.
- Stadtmauern mit 14. Türmen. Die beiden Stadttore Porta Camaldoli und Porta Ferrea (Richtung Radicofani[5]) sind heute nicht mehr vorhanden.[7]
  - Porta dei Cappuccini, Tor Richtung Pienza, einziges noch vorhandenes Stadttor der ersten Stadtmauern aus dem 13. Jahrhundert. Das damals vorhandene Vortor ist nur noch an den Fundamenten zu erkennen.[7]
  - Porta Nuova (Neues Tor), im 14. Jahrhundert entstandenes Stadttor.
- Horti Leonini, öffentlicher Italienischer Garten im Ortskern, aus dem 16. Jahrhundert. Entstand durch Diomede Lioni.[6]
- Cappella della Madonna del Riguardo, Kapelle an der alten Straße nach Montalcino (Strada di Riguardo).[4]
- Cappella della Madonna del Rosario, Kapelle kurz außerhalb des Ortskerns und der Porta dei Cappuccini an der Straße nach Pienza. Entstand im 15./16. Jahrhundert, die Dekorationen innerhalb der Kapelle entstanden im 18. Jahrhundert.[8]
- Santa Maria a Tuoma, Kirchenruine ca. 2 km nordwestlich von San Quirico d’Orcia am Fluss Tuoma. Wurde 1099 erstmals dokumentiert und 1462 aufgelöst.[5]
- Pontaccio, mittelalterliche Brücke über den Fluss Tuoma ca. 2,5 km nördlich des Ortskerns.[9]
- Cipressi di San Quirico d’Orcia, Baumgruppe von Mittelmeer-Zypressen an der Straße nach Montalcino.
- Bagno Vignoni mit seinen Sehenswürdigkeiten
- Wilder Spargel der Toscana[10]

## Verkehr
- Der Ort liegt an der historischen Via Cassia sowie an deren heutiger Streckenführung als Staatsstraße 2 (SS 2) Via Cassia.
- Der Ort liegt an der historischen Via Francigena.
- Die Bus- und Zugverbindungen sind in der Val d'Orcia generell sehr schlecht.
- Die nächsten Flughäfen sind der Flughafen Siena oder der Flughafen Grosseto. Die nächsten Flughäfen mit Linienverkehr sind die von Florenz und Rom.

## Söhne und Töchter der Gemeinde
- Pandolfo Petrucci (um 1452–1512), ein Herrscher von Siena
- Mario Heil de Brentani (1908–1982), deutscher Schriftsteller und Sachbuchautor sowie ein deutsch-kanadischer Zeitschriftenherausgeber